# Wasserturm (Mannheim-Seckenheim)
Der Wasserturm in Mannheim-Seckenheim ist ein denkmalgeschützter Wasserturm und ein Wahrzeichen dieses Ortsteils.

## Gebäude

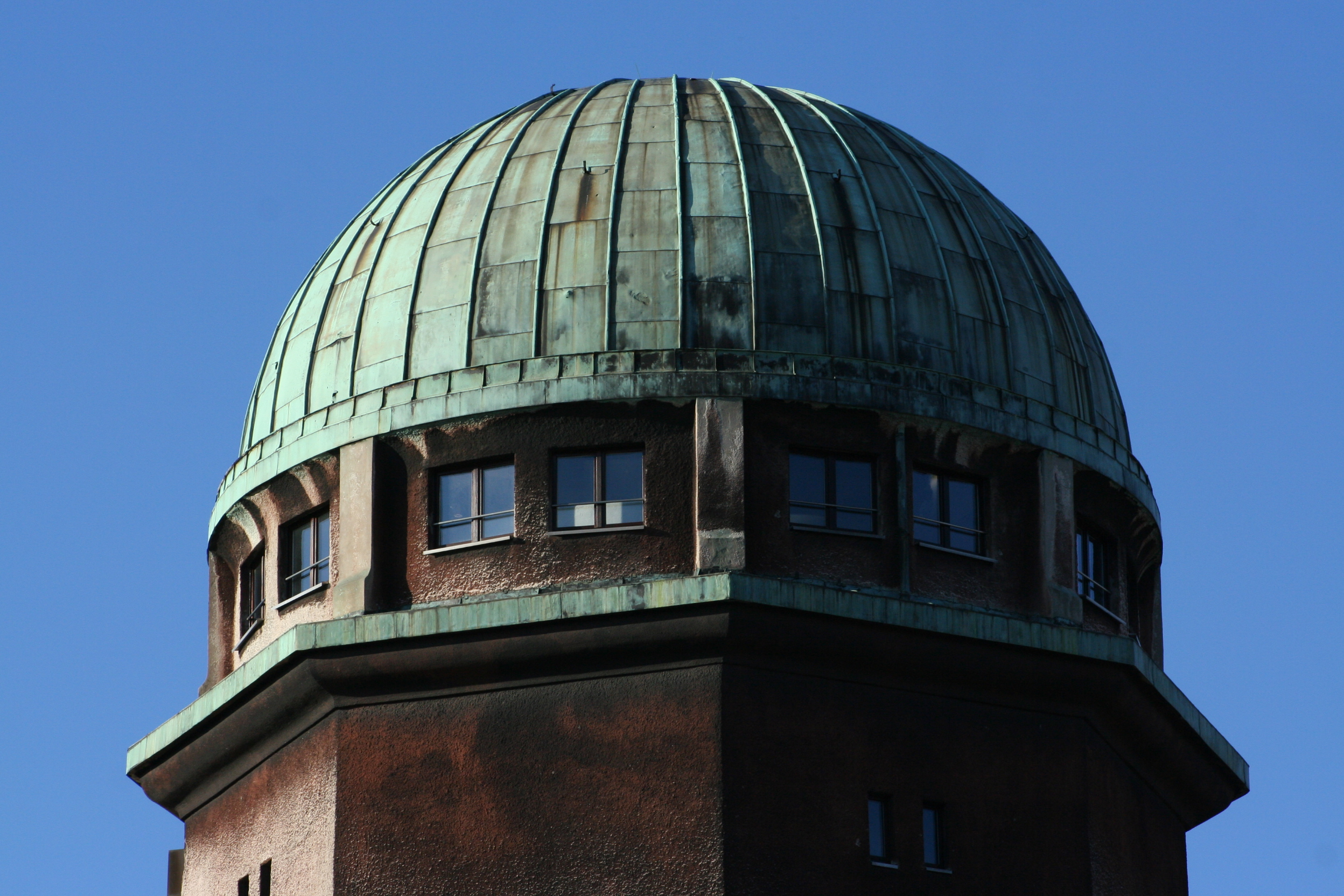
Turmhelm

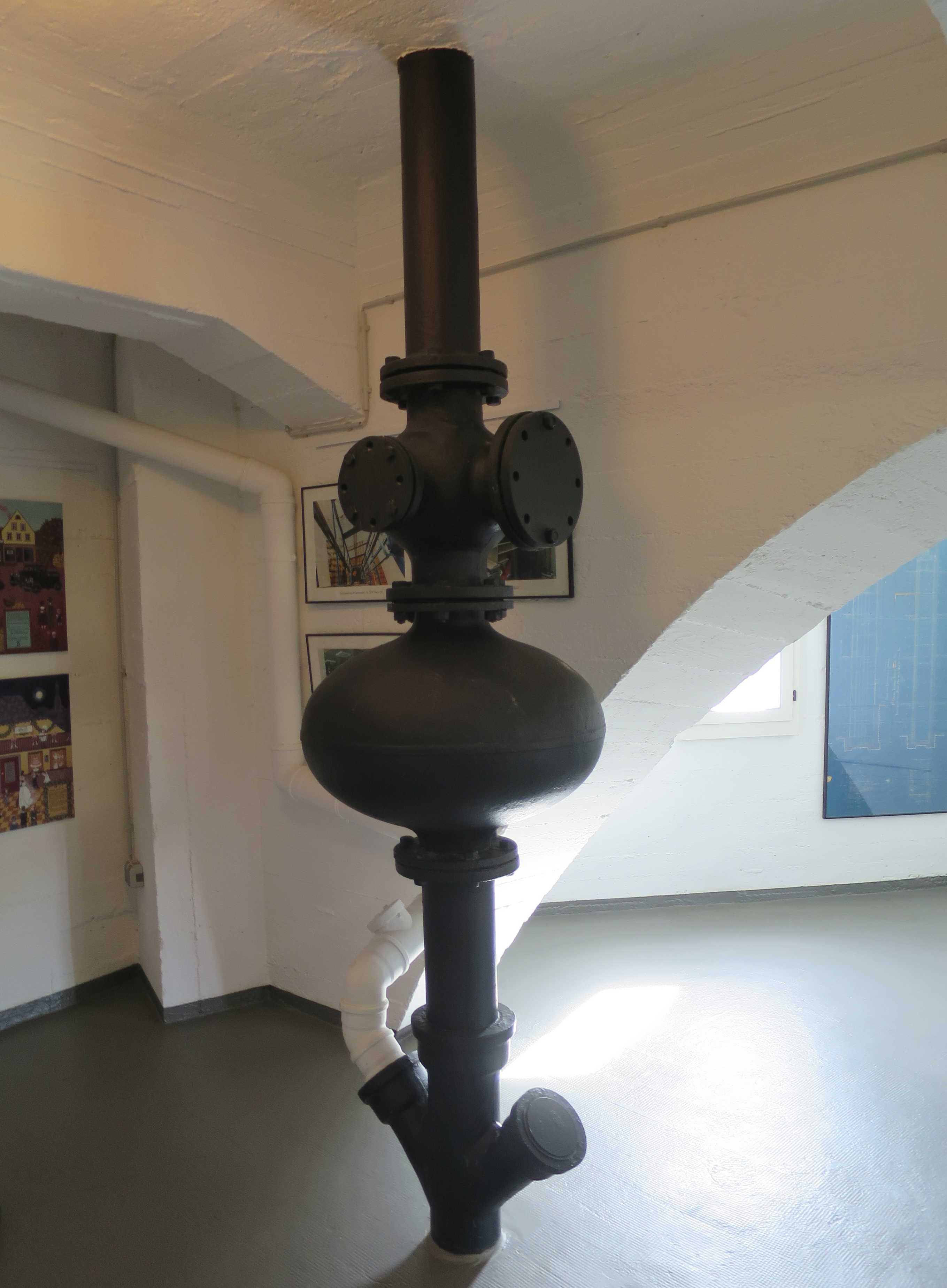
Zentrale Rohrleitung im Wasserturm

Der Turm wurde von dem Freiburger Unternehmen Brenzinger & Cie. gebaut. Er ist aus Stampfbeton errichtet, sein Grundriss achteckig und die tragende Konstruktion besteht aus acht Pfeilern. Der Turm ist zurückhaltend in Formen des Jugendstils gestaltet, was besonders bei seinem Turmhelm, einer mit Kupferblech überzogenen Kuppel, hervortritt. Sie führte zur gelegentlichen Bezeichnung „Glatzkopp“.
Der Turm ist 37,7 m hoch und hat auf Bodenhöhe einen Durchmesser von 12,2 m. Nach oben verengt er sich leicht und hat im Bereich des Kuppelfußes noch einen Durchmesser von etwa 10,5 m. Der Wasserbehälter fasste ursprünglich 350 Kubikmeter. Die ursprünglichen Baukosten betrugen 60.000 Mark.
Das Turmbauwerk hat die Adresse Kloppenheimer Straße 94 und erhielt bei einer der Umbauarbeiten eine Turmuhr in luftiger Höhe. Es ist aufgrund des Baden-Württembergischen Denkmalschutzgesetzes ein Kulturdenkmal. 

## Geschichte

### Bau und Betrieb
Bis zum Anfang des 20. Jahrhunderts erfolgte die Wasserversorgung in der bis 1930 selbstständigen Gemeinde Seckenheim über private und öffentliche Tiefbrunnen. Ab 1905 begann das ortsansässige Schlossereiunternehmen Lochbühler mit dem Bau einer zentralen Wasserversorgung, der sich eine wachsende Zahl von Haushaltungen anschloss. Ab 1909 baute auch die Gemeinde Seckenheim eine öffentliche Wasserversorgung auf, für die der Wasserturm von 1909 bis 1911 errichtet wurde.
1956 wurde Seckenheim an die Mannheimer Ringleitung der Wasserversorgung angeschlossen, wodurch der Turm seine ursprüngliche Funktion verlor.

### Nach der Stilllegung der Wasserversorgung
Zunächst war der Wasserturm nach jahrelangem Leerstand für den Abbruch vorgesehen, wurde aber 1978 durch das Unternehmen Lochbühler angekauft und 1989 saniert. 1989 wurden anlässlich des 90. Geburtstags des damaligen Senior-Inhabers des Unternehmens, Carl Lochbühler, die beiden obersten Geschosse zu Veranstaltungsräumen ausgebaut. Dabei erhielt die kuppelförmige Decke des obersten Raums eine Deckenbeleuchtung in Form eines Sternenhimmels in der Konstellation des Geburtstags von Carl Lochbühler, dem 31. Juli. Die Sternbilder können einzeln aufleuchten und gedimmt werden. Um die Veranstaltungsräume bequem zu erreichen, wurde an der Außenseite ein ölhydraulischer Aufzug mit einer Panoramakabine angebaut. Bis dahin hatte es nur einen Bauaufzug gegeben.
2002 zog das firmeneigene Aufzugmuseum des ortsansässigen Fahrstuhlbauers Lochbühler in das Erdgeschoss des Seckenheimer Wasserturms ein.
2010 bis 2012 wurde der Turm anlässlich seines 100-jährigen Bestehens mit Unterstützung der Deutschen Stiftung Denkmalschutz innen und außen erneut restauriert und zusätzlich umgebaut, ein Kellergeschoss ausgehoben und dabei auch zwei zusätzliche Ausstellungsebenen für das Museum geschaffen. Die ursprünglich in 20 Metern Höhe vorhandene den Wasserstand anzeigend Uhr an der Außenseite des Turms konnte auf der Grundlage historischer Fotografien nachgebaut werden. Der Turm erhielt seinen ursprünglichen Farbanstrich wieder. Am 22. Juni 2012 konnte der Wasserturm mit dem neu aufgestellten Museum wieder eröffnet werden.
Für die denkmalpflegerisch vorbildliche Sanierung erhielt die Familie Lochbühler 2014 den Mannheimer Preis für Denkmalpflege.